# Объединённая Словения

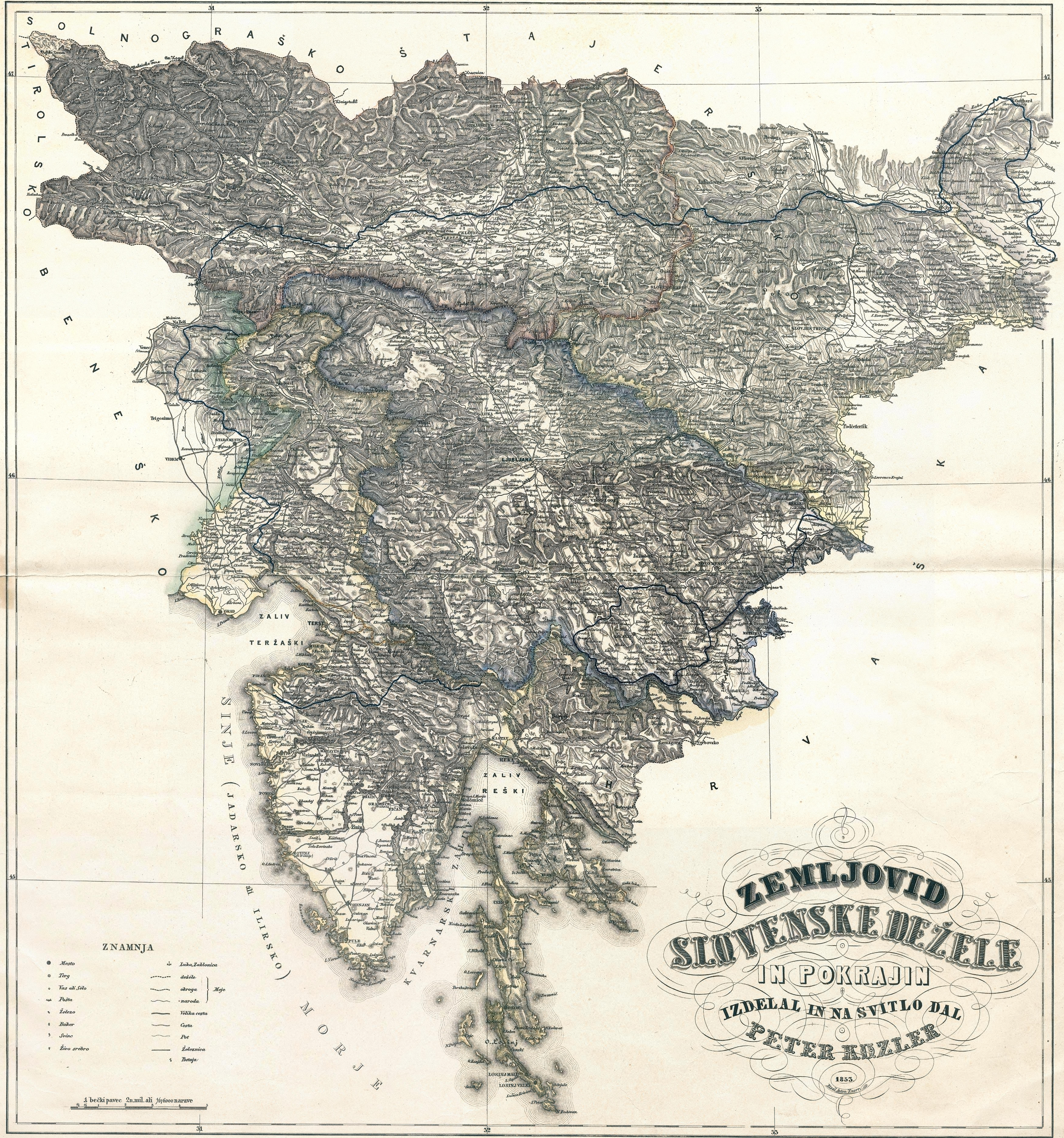
Карта Петера Козлера — планируемые земли Словении (1851). Ныне является эмблемой Словенской национальной партии

Объединённая Словения (словен. Zedinjena Slovenija) или Великая Словения (словен. Združena Slovenija) — панславянская, ирредентистская концепция, согласно которой земли, населённые этническими словенцами, должны быть объединены в составе Словенского национального государства (суверенного или вассального, но единого). Также — наименование политической программы словенского национального движения, сформулированного в период т. н. Весны народов 1848 года. Программа требовала:
а) объединения всех словенских областей в единое королевство под властью Австрийской империи,
б) равноправия словенского языка в общественных местах и
в) решительно выступила против запланированной интеграции Габсбургской монархии с Германским Союзом.
Программа так и не была реализована, но она оставалась общей политической задачей всех политических течений в рамках словенского национального движения (старословенцев, младословенцев и др.) вплоть до начала Первой мировой войны.

## Исторический контекст
После Венского Восстания, вынудившего Фердинанда I принять конституцию, народы Империи увидели шанс для того, чтобы усилить свои позиции. После Венского конгресса 1815 года, впервые за столетия, все словенские области были под властью одного государства. Они были, однако, разделены между различными политическими субъектами, а именно, областями Карниола, Штирия, Каринтия, Горица и Градишка, Истрия, Триест, Ломбардия и Венеция и Королевством Венгрия. В такой фрагментации самоуправление на национальной основе было невозможно.
Идея Объединённой Словении была впервые сформулирована 17 марта 1848 года Каринтийским священником и политическим активистом Словении, панславистом Маяром Зильским, отредактирована Янезом Блевейсом и издана 29 марта в национально-консервативной газете «Kmetijske», в отделе новостей декоративно-прикладного искусства. Идея, предложенная Маяром, была доработана и переформулирована Обществом словенцев из Вены, поддержана известным лингвистом Францем Миклошичем, который издал манифест 29 апреля в словенской газете «Novice», выходившей в Клагенфурте. В тот же самый период географ Петер Козлер выпустил карту всех словенских земель с этническо-лингвистическими границами Словении.
Янез Блевейс представил эти требования эрцгерцогу Иоганну Австрийскому, младшему брату австрийского императора Франца II, который жил среди словенцев в Мариборе в течение 15 лет. Три ключевых пункта программы (создание Словении как отдельного юридического лица, признание словенского языка и возражение присоединению к Германскому Союзу) были подписаны как ходатайство. Данное ходатайство было представлено австрийскому парламенту, но из-за восстания в Венгрии Парламент был распущен прежде, чем смог обсудить словенскую проблему.

## Последствия
Политические стремления словенцев были подавлены абсолютизмом барона Александра фон Баха в 1851 году, и словенское национальное движение вернулось фактически к чисто-культурной деятельности. Программа Объединённой Словении, однако, оставалась общей политической программой всех потоков в рамках словенского национального движения вплоть до Первой мировой войны. После Первой мировой войны и распада Австро-Венгрии, программа была интегрирована в идеологию иллиризма и создания Югославии.
После краха Австро-венгерской Империи в октябре 1918 г., и последующего создания сначала Государство словенцев, хорватов и сербов, а затем Королевства сербов, хорватов и словенцев, — земли Карантийских словен и Венецианской Словении оказались за пределами Югославии. Поэтому, программа Объединённой Словении оставалась существовать в политических и интеллектуальных дебатах в период между мировыми войнами. В апреле 1941 г. она была включена в манифест Освободительного Фронта Словенского народа. После аннексии словенского Побережья в Югославию в 1947 г. и разделения Свободной Территории Триеста между Италией и Югославией в 1954 году, главным требованием Объединённой программы Словении, стало — объединения большинства словенских земель в едином государстве.
Почта Словении выпустила печать по случаю 150-й годовщины Объединённого движения Словении.